# Fritz Morstein Marx
Fritz Morstein Marx (* 23. Februar 1900 in Hamburg; † 9. Oktober 1969 in Baden-Baden) war ein deutsch-amerikanischer Politik- und Verwaltungswissenschaftler.

## Leben
Fritz Morstein Marx war ein Sohn des Volkschulrektors Ludwig Morstein Marx und der Amanda Plumhof. Am Ende des Ersten Weltkriegs leistete er noch Militärdienst und studierte Rechtswissenschaften in Freiburg und München. 1922 wurde er an der Universität Hamburg promoviert und trat danach in den Verwaltungsdienst der Freien und Hansestadt ein. 1930/31 war er mit einem Forschungs-Stipendium der Rockefeller-Stiftung in den USA. 1933 nach der Machtübergabe an die Nationalsozialisten wurde er aus dem Staatsdienst entlassen und emigrierte in die USA. 
Er wurde in der akademischen Lehre und auch in der Verwaltung tätig. Von 1942 bis 1960 war er Angehöriger des Bureau of the Budget des US-Präsidenten. Daneben war er Forschungsprofessor an der Princeton University. Von 1960 bis 1962 war er Dekan am Hunter College in New York City.
1962 kehrte Morstein Marx nach Deutschland zurück und wurde Professor für Vergleichende Verwaltungswissenschaft und Öffentliches Recht an der Hochschule für Verwaltungswissenschaften in Speyer. In dieser Zeit verfolgte er u. a. die Grundlegung einer Verwaltungsethik für den deutschsprachigen Raum.
Morstein Marx wurde im Jahr 1968 emeritiert, setzte aber die Lehrtätigkeit bis zu seinem Tode fort.

## Schriften (Auswahl)
- Einführung in die Bürokratie. Eine vergleichende Untersuchung über das Beamtentum, Neuwied: Luchterhand, 1959
- Amerikanische Verwaltung. Hauptgesichtspunkte und Probleme, Berlin: Duncker & Humblot, 1963
- Beamtenethos und Verwaltungsethik. Eine einführende Skizze. in: Verwaltungsarchiv 54 (1963), S. 323–344.
- Das Dilemma des Verwaltungsmannes, Berlin: Duncker & Humblot, 1965.